# 札幌バルナバフーズ
札幌バルナバフーズ株式会社（さっぽろバルナバフーズ）は、北海道札幌市西区に本社を置く、北海道空港グループの食品メーカーである。

## 概要
北海道札幌市を代表するハム・ソーセージ製造メーカーの一つであり、ハム・ソーセージ、ベーコンなどの製造・販売を行うハム事業、空弁の製造・販売を行う弁当事業、水産加工品の製造・販売を行う水産事業の3部門に分かれている。

## 沿革
- 1979年7月 - マツダ食品株式会社を設立。
- 1991年 - マツダハムに社名変更。
- 2000年 - 札幌バルナバハムに社名変更。北海道空港グループの傘下となる。
- 2007年 - 弁当事業の北海道エアポートフーズサービス株式会社・水産物加工事業の株式会社北食往来の水産部門と経営統合し、札幌バルナバフーズに社名変更。

## 主な製品
バルナバハムブランド
- ハム
- ソーセージ
- ベーコン

美食千歳ブランド
- 空弁

北食往来ブランド
- 水産加工品

## 事業所
総務本部
- 札幌市西区八軒9条西10丁目1-37

ハム事業本部
- 札幌市西区八軒9条西10丁目1-37（琴似工場）
- 札幌市西区八軒6条西10丁目3-15（物流センター）

東京営業所
- 東京都中央区新川1丁目3-2NAXビル5F

空弁・水産事業本部
- 千歳市柏台南1丁目1-9

## メディア
- 日高晤郎 - 札幌バルナバハムCM